# Мендур-Сокконское сельское поселение
Мендур-Сокконское се́льское поселе́ние — муниципальное образование в Усть-Канском муниципальном районе Республики Алтай Российской Федерации.
Административный центр — село Мендур-Соккон.

## История
Статус и границы сельского поселения установлены Законом Республики Алтай от 13 января 2005 года № 10-РЗ «Об образовании муниципальных образований, наделении соответствующим статусом и установлении их границ»

## Население
| 2010 | 2011 | 2012 | 2013 | 2014 | 2015 | 2016 |
| ---- | ---- | ---- | ---- | ---- | ---- | ---- |
| 719  | ↘718 | ↘708 | ↘702 | ↘700 | ↘699 | ↘686 |
| 2017 | 2018 | 2019 | 2020 | 2021 |      |      |
| ↗706 | ↗710 | ↘689 | ↘681 | ↗691 |      |      |

## Состав сельского поселения
| № | Населённый пункт | Тип населённого пункта       | Население |
| - | ---------------- | ---------------------------- | --------- |
| 1 | Мендур-Соккон    | село, административный центр | ↗691      |